# Cine Dorado
El Cine Dorado ubicat a Gran Via de les Corts Catalanes, 465-567, de Barcelona també es va anomenar Doré, Durruti, Club Doré i Aribau Club.
Manuel Reverter López va començar a construir un local per a albergar un cinema però amb l'esclat de la Guerra Civil, aquest passà a mans de la Confederació Nacional del Treball (CNT). Aquesta inaugurà el cinema el 4 d'octubre de 1936. El programa seleccionat per a l'ocasió va ser Es mi nombre, Guerra sin cuartel i El pueblo en armas, núm. 3 (curt metratge de propaganda). Tenia una capacitat de 699 localitats repartides entre platea i amfiteatre.
La primera etapa del Doré acabà el 4 d'abril de 1938, per obrir l'endemà sota el nom de Durruti, en homenatge al líder anarquista Buenaventura Durruti Domínguez mort al front universitari de Madrid el 20 de novembre de 1936.
Acabada la guerra i després de tornar la propietat confiscada a Reverter López, la sala va reobrir sota el nom de Doré amb la projecció de ¡Ahí viene la Armada!, Tres lanceros bengalíes i un Noticiario de Falange.
L'1 de març de 1939, adaptant-se als cànons nacionalsindicalistes, va reobrir sota el nom de Dorado. El programa elegit va ser Pygmalio i Nobleza baturra. Des d'aquest moment i fins al 31 de gener de 1984 el local va programar bàsicament pel·lícules de reestrena.
Durant un temps va programar amb els cines Vergara, Ramblas i Principal Palacio. I a partir del 1958 es va aliar en solitari amb el Vergara programant pel·lícules com: Mujeres en la calle, El secreto del pirata o El desafiament.
El Dorado, ja en propietat de Pere Balañá, va destacar durant els últims anys per les seves pel·lícules infantils i de dibuixos animats. Durant aquest període va programar amb el Principal Palacio i el Liceo.
Tancà les portes el 8 de maig de 1994 amb al projecció de Sister Act 2.
El 22 de desembre de 1994, el cinema va reobrir, reconvertit en dos sales, sota el nom de Club Doré. Les sales tenien una capacitat de 441 i 265 localitats respectivament. Les pel·lícules projectades van ser The Lion King a la sala 1, i Peligro imminente a la sala 2. Les últimes pel·lícules d'aquesta etapa van ser Sense control i Una rosa de Francia el 23 de febrer de 2006.
El 24 de febrer de 2006, la sala va obrir sota el nom de Aribau Club amb la projecció de El nou món i Transamerica.